# Lynnville (Tennessee)
Lynnville és una població dels Estats Units a l'estat de Tennessee. Segons el cens del 2000 tenia 345 habitants.

## Demografia
Segons el cens del 2000, Lynnville tenia 345 habitants, 150 habitatges, i 96 famílies. La densitat de població era de 403,7 habitants/km².
Dels 150 habitatges en un 28% hi vivien nens de menys de 18 anys, en un 46% hi vivien parelles casades, en un 11,3% dones solteres, i en un 36% no eren unitats familiars. En el 35,3% dels habitatges hi vivien persones soles el 20,7% de les quals corresponia a persones de 65 anys o més que vivien soles. El nombre mitjà de persones vivint en cada habitatge era de 2,3 i el nombre mitjà de persones que vivien en cada família era de 2,98.
Per edats la població es repartia de la següent manera: un 23,5% tenia menys de 18 anys, un 7,5% entre 18 i 24, un 23,2% entre 25 i 44, un 26,7% de 45 a 60 i un 19,1% 65 anys o més.
L'edat mediana era de 41 anys. Per cada 100 dones de 18 o més anys hi havia 89,9 homes.
La renda mediana per habitatge era de 36.875 $ i la renda mediana per família de 45.000 $. Els homes tenien una renda mediana de 31.875 $ mentre que les dones 18.854 $. La renda per capita de la població era de 15.147 $. Entorn del 9,8% de les famílies i el 14,2% de la població estaven per davall del llindar de pobresa.

## Poblacions més properes
El següent diagrama mostra les poblacions més properes.